# Persone di cognome Moore
| Questa pagina contiene informazioni ricavate automaticamente dalle voci biografiche con l'ausilio del template Bio e di un bot. L'aggiornamento è periodico e automatico e ricostruisce completamente la pagina. Se manca una persona in questa lista, sei pregato di non aggiungerla, ma accertati piuttosto che la sua voce biografica contenga il template Bio e che i dati anagrafici siano correttamente compilati. Se il template Bio manca, inseriscilo tu stesso o, in alternativa, metti l'avviso {{tmp\|Bio}} che ne segnala la mancanza. Se i dati riportati sono sbagliati, correggi direttamente la voce biografica; le modifiche saranno visibili in questa lista entro pochi giorni. Per chiarimenti vedi il progetto antroponimi. La lista contiene solo le 288 persone che sono citate nell'enciclopedia e per le quali è stato implementato correttamente il template Bio. Pagina aggiornata al 7 ago 2025. |

Questa è una lista di persone presenti nell'enciclopedia che hanno il cognome Moore, suddivise per attività principale.

## Allenatori di calcio(4)
- Alan Moore, allenatore di calcio e ex calciatore irlandese (Dublino, n. 1974)
- Darren Moore, allenatore di calcio, dirigente sportivo e ex calciatore giamaicano (Birmingham, n. 1974)
- John Moore, allenatore di calcio e ex calciatore scozzese (Harthill, n. 1943)
- Bill Moore, allenatore di calcio e calciatore inglese (Washington, n. 1913 - Stafford, † 1982)

## Allenatori di football americano(1)
- Rob Moore, allenatore di football americano e ex giocatore di football americano statunitense (Hempstead, n. 1968)

## Allenatori di hockey su ghiaccio(1)
- Stan Moore, allenatore di hockey su ghiaccio e ex hockeista su ghiaccio statunitense (Massena, n. 1956)

## Allenatori di pallacanestro(1)
- Doxie Moore, allenatore di pallacanestro e dirigente sportivo statunitense (n. 1911 - † 1986)

## Allenatrici di pallacanestro(1)
- Billie Moore, allenatrice di pallacanestro statunitense (Humansville, n. 1943 - Fullerton, † 2022)

## Alpinisti(1)
- Adolphus Warburton Moore, alpinista e funzionario inglese (n. 1841 - † 1887)

## Ambientalisti(1)
- Patrick Moore, ambientalista canadese (Port Alice, n. 1947)

## Animatori(1)
- Fred Moore, animatore statunitense (Los Angeles, n. 1911 - Burbank, † 1952)

## Architetti(1)
- Charles Moore, architetto statunitense (Benton Harbor, n. 1925 - Austin, † 1993)

## Arcivescovi anglicani(1)
- John Moore, arcivescovo anglicano inglese (Gloucester, n. 1730 - Lambeth Palace, † 1805)

## Atlete paralimpiche(1)
- Jemima Moore, atleta paralimpica australiana (Geelong, n. 1992)

## Attiviste(1)
- Carrie Nation, attivista statunitense (Contea di Garrard, n. 1846 - Leavenworth, † 1911)

## Attivisti(2)
- Amzie Moore, attivista statunitense (Wilkin, n. 1911 - † 1982)
- William Lewis Moore, attivista statunitense (Binghamton, n. 1927 - Attalla, † 1963)

## Attori(14)
- Michael Arden, attore, cantante e regista teatrale statunitense (Midland, n. 1982)
- Chris Moore, attore, regista e sceneggiatore statunitense
- Dickie Moore, attore statunitense (Los Angeles, n. 1925 - Wilton, † 2015)
- Dudley Moore, attore, comico e pianista britannico (Dagenham, n. 1935 - Plainfield, † 2002)
- Joel David Moore, attore e regista statunitense (Portland, n. 1977)
- Matt Moore, attore e regista irlandese (Kells, n. 1888 - Hollywood, † 1960)
- Owen Moore, attore irlandese (Fordstown Crossroads, n. 1886 - Beverly Hills, † 1939)
- Roger Moore, attore britannico (Londra, n. 1927 - Crans-Montana, † 2017)
- Shameik Moore, attore, rapper e ballerino statunitense (Atlanta, n. 1995)
- Shemar Moore, attore e modello statunitense (Oakland, n. 1970)
- Stephen Moore, attore britannico (Londra, n. 1937 - † 2019)
- Toby Leonard Moore, attore e doppiatore australiano (Sydney, n. 1981)
- Tom Moore, attore e regista irlandese (Fordstown Crossroads, n. 1883 - Santa Monica, † 1955)
- Victor Moore, attore, regista e sceneggiatore statunitense (Hammonton, n. 1876 - Long Island, † 1962)

## Attrici(8)
- Adrienne C. Moore, attrice statunitense (Nashville, n. 1981)
- Ashleigh Aston Moore, attrice canadese (Sunnyvale, n. 1981 - Richmond, † 2007)
- Crista Moore, attrice e cantante statunitense
- Dominique Moore, attrice inglese (Londra, n. 1986)
- Juanita Moore, attrice statunitense (Greenwood, n. 1914 - Los Angeles, † 2014)
- Julianne Moore, attrice e scrittrice statunitense (Fort Bragg, n. 1960)
- Maureen Moore, attrice e cantante statunitense (Wallingford, n. 1951)
- Norma Moore, attrice statunitense (Chambersburg, n. 1935)

## Bassisti(1)
- Glen Moore, bassista statunitense (Portland, n. 1941)

## Batteristi(3)
- Alan Moore, batterista britannico (Birmingham, n. 1947)
- Gil Moore, batterista e cantante canadese (Toronto, n. 1953)
- Sean Moore, batterista e trombettista britannico (Pontypool, n. 1968)

## Biochimici(1)
- Stanford Moore, biochimico statunitense (Chicago, n. 1913 - New York, † 1982)

## Biografi(1)
- James R. Moore, biografo e docente britannico (n. 1947)

## Botanici(1)
- Charles Moore, botanico britannico (Dundee, n. 1820 - Paddington, † 1905)

## Calciatori(20)
- Bobby Moore, calciatore e allenatore di calcio britannico (Barking, n. 1941 - Londra, † 1993)
- Craig Moore, ex calciatore australiano (Sydney, n. 1975)
- Deon Moore, calciatore guyanese (Croydon, n. 1999)
- Graham Moore, calciatore gallese (Hengoed, n. 1941 - † 2016)
- Joe-Max Moore, ex calciatore statunitense (Tulsa, n. 1971)
- John Moore, ex calciatore inglese (Liverpool, n. 1945)
- Johnny Moore, ex calciatore scozzese (Glasgow, n. 1947)
- Kevin Moore, ex calciatore inglese (Blackpool, n. 1956)
- Kieffer Moore, calciatore inglese (Torquay, n. 1992)
- Liam Moore, ex calciatore inglese (Loughborough, n. 1993)
- Luke Moore, ex calciatore inglese (Birmingham, n. 1986)
- Malcolm Moore, ex calciatore inglese (Silksworth, n. 1948)
- Mikey Moore, calciatore inglese (Southwark, n. 2007)
- Paddy Moore, calciatore e allenatore di calcio irlandese (Ballybough, n. 1909 - Dublino, † 1951)
- Shaquell Moore, calciatore statunitense (Powder Springs, n. 1996)
- Simon Moore, calciatore inglese (Sandown, n. 1990)
- Stefan Moore, ex calciatore inglese (Birmingham, n. 1983)
- Taylor Moore, calciatore inglese (Walthamstow, n. 1997)
- Terry Moore, ex calciatore canadese (Moncton, n. 1958)
- Walter Andre Moore, ex calciatore guyanese (Georgetown, n. 1984)

## Calciatrici(2)
- Jade Moore, calciatrice britannica (Worksop, n. 1990)
- Meikayla Moore, calciatrice neozelandese (Christchurch, n. 1996)

## Canottieri(1)
- Edward Moore, canottiere statunitense (n. 1897 - † 1968)

## Cantanti(8)
- Angelo Moore, cantante statunitense (Los Angeles, n. 1965)
- Christy Moore, cantante, cantautore e chitarrista irlandese (Newbridge, n. 1945)
- Demi Lee Moore, cantante sudafricana (Worcester, n. 1990)
- Dorothy Moore, cantante statunitense (Jackson, n. 1946)
- Nathan Moore, cantante inglese (Londra, n. 1965)
- Sam Moore, cantante, musicista e ballerino statunitense (Miami, n. 1935 - Coral Gables, † 2025)
- Shimon Moore, cantante e chitarrista australiano (Sydney, n. 1982)
- Tony Moore, cantante statunitense (n. 1958)

## Cantautori(4)
- Luka Bloom, cantautore irlandese (Newbridge, n. 1955)
- Slim Harpo, cantautore e armonicista statunitense (Baton Rouge, n. 1924 - Crowley, † 1970)
- Justin Moore, cantautore statunitense (Poyen, n. 1984)
- Kip Moore, cantautore statunitense (Tifton, n. 1980)

## Cantautrici(2)
- Pink, cantautrice e attrice statunitense (Doylestown, n. 1979)
- Mandy Moore, cantautrice e attrice statunitense (Nashua, n. 1984)

## Cestiste(11)
- Jackie Moore, ex cestista statunitense (Long Beach, n. 1979)
- Jessica Moore, ex cestista statunitense (Fairbanks, n. 1982)
- Lindsey Moore, ex cestista e allenatrice di pallacanestro statunitense (Tacoma, n. 1991)
- Loree Moore, ex cestista e allenatrice di pallacanestro statunitense (Carson, n. 1983)
- Maya Moore, ex cestista statunitense (Jefferson City, n. 1989)
- Navonda Moore, ex cestista statunitense (Jackson, n. 1984)
- Pearl Moore, ex cestista statunitense (Florence, n. 1957)
- Penny Moore, ex cestista statunitense (Falls Church, n. 1969)
- Tamara Moore, ex cestista statunitense (Minneapolis, n. 1980)
- Tinara Moore, cestista statunitense (Southgate, n. 1996)
- Yolanda Moore, ex cestista e allenatrice di pallacanestro statunitense (Port Gibson, n. 1974)

## Cestisti(35)
- Charlie Moore, cestista statunitense (Chicago, n. 1998)
- Dudey Moore, cestista e allenatore di pallacanestro statunitense (Pittsburgh, n. 1910 - Bristol, † 1984)
- E'Twaun Moore, ex cestista statunitense (East Chicago, n. 1989)
- Gene Moore, ex cestista statunitense (St. Louis, n. 1945)
- Jackie Moore, ex cestista statunitense (Filadelfia, n. 1932)
- J.J. Moore, cestista statunitense (Brentwood, n. 1991)
- Johnny Moore, ex cestista e allenatore di pallacanestro statunitense (Altoona, n. 1958)
- Larry Moore, cestista statunitense (South Bend, n. 1942 - Mountain Iron, † 2016)
- Mike Moore, cestista statunitense (Magnolia, n. 1994)
- Mikki Moore, ex cestista statunitense (Orangeburg, n. 1975)
- Nic Moore, ex cestista statunitense (Winona Lake, n. 1992)
- Richie Moore, ex cestista statunitense (Filadelfia, n. 1945)
- Ron Moore, ex cestista statunitense (New York, n. 1962)
- Andre Moore, ex cestista statunitense (Chicago, n. 1964)
- Armani Moore, cestista statunitense (Swainsboro, n. 1994)
- Ben Moore, cestista statunitense (Bolingbrook, n. 1995)
- Cameron Moore, cestista statunitense (Huntsville, n. 1990 - Ocrida, † 2016)
- Dallas Moore, cestista statunitense (St. Petersburg, n. 1994)
- Derek Moore, ex cestista australiano (Sydney, n. 1975)
- Doral Moore, cestista statunitense (Louisville, n. 1997)
- Jonathan Moore, ex cestista statunitense (Norimberga, n. 1982)
- Lee Moore, cestista statunitense (Kennesaw, n. 1995)
- Lowes Moore, ex cestista statunitense (Plymouth, n. 1957)
- Malik Moore, ex cestista statunitense (Thomson, n. 1976)
- Marcus Moore, ex cestista statunitense (Inglewood, n. 1980)
- Marquise Moore, cestista statunitense (Queens, n. 1995)
- McKenzie Moore, cestista statunitense (Santa Rosa, n. 1992)
- Omari Moore, cestista statunitense (Pasadena, n. 2000)
- Otto Moore, ex cestista statunitense (Miami, n. 1946)
- Rasheed Moore, cestista statunitense (Filadelfia, n. 1995)
- Reggie Moore, cestista statunitense (Lemoore, n. 1981 - Luanda, † 2023)
- Ricky Moore, ex cestista statunitense (Augusta, n. 1976)
- Ronald Moore, ex cestista statunitense (Filadelfia, n. 1988)
- Tazé Moore, cestista statunitense (Memphis, n. 1998)
- Tracy Moore, ex cestista statunitense (Oklahoma City, n. 1965)

## Chitarristi(4)
- Gary Moore, chitarrista, cantautore e compositore britannico (Belfast, n. 1952 - Estepona, † 2011)
- Thurston Moore, chitarrista, cantante e produttore discografico statunitense (Coral Gables, n. 1958)
- Vinnie Moore, chitarrista statunitense (New Castle, n. 1964)
- Scotty Moore, chitarrista statunitense (Gadsden, n. 1931 - Nashville, † 2016)

## Comici(2)
- Rudy Ray Moore, comico, attore e cantante statunitense (Fort Smith, n. 1927 - Akron, † 2008)
- Trevor Moore, comico, attore e scrittore statunitense (Montclair, n. 1980 - Los Angeles, † 2021)

## Compositori(1)
- R. Stevie Moore, compositore, polistrumentista e cantautore statunitense (Nashville, n. 1952)

## Danzatrici(1)
- Melanie Moore, ballerina e attrice statunitense (n. 1991)

## Direttori della fotografia(1)
- Ted Moore, direttore della fotografia sudafricano (n. 1914 - † 1987)

## Dirigenti d'azienda(1)
- Peter Moore, dirigente d'azienda e imprenditore britannico (Liverpool, n. 1955)

## Disc jockey(2)
- Skrillex, disc jockey, musicista e cantante statunitense (Los Angeles, n. 1988)
- DJ Esco, disc jockey e produttore discografico statunitense (Fayetteville, n. 1990)

## Economisti(2)
- Basil Moore, economista canadese (Toronto, n. 1933 - Stellenbosch, † 2018)
- Henry Ludwell Moore, economista statunitense (Contea di Charles, n. 1869 - † 1958)

## Entomologi(1)
- Frederic Moore, entomologo britannico (n. 1830 - † 1907)

## Filosofi(1)
- George Edward Moore, filosofo britannico (Londra, n. 1873 - Cambridge, † 1958)

## Fumettisti(5)
- Alan Moore, fumettista e scrittore britannico (Northampton, n. 1953)
- B. Clay Moore, fumettista statunitense
- Ray Moore, fumettista statunitense (Montgomery City, n. 1905 - Kirkwood, † 1984)
- Terry Moore, fumettista statunitense (Houston, n. 1954)
- Tony Moore, fumettista statunitense (Kentucky, n. 1978)

## Genealogiste(1)
- CeCe Moore, genealogista statunitense (n. 1969)

## Generali(2)
- John Moore, generale britannico (Glasgow, n. 1761 - La Coruña, † 1809)
- Jeremy Moore, generale britannico (n. 1928 - † 2007)

## Giocatori di baseball(1)
- Gene Moore, giocatore di baseball statunitense (Lancaster, n. 1909 - Jackson, † 1978)

## Giocatori di football americano(28)
- A.J. Moore, giocatore di football americano statunitense (Bassfield, n. 1995)
- Booker Moore, giocatore di football americano statunitense (Tallahassee, n. 1959 - Flint, † 2009)
- Brandon Moore, giocatore di football americano statunitense (Gary, n. 1980)
- Chris Moore, giocatore di football americano statunitense (Tampa, n. 1993)
- Corey Moore, giocatore di football americano statunitense (Griffin, n. 1993)
- Damontre Moore, giocatore di football americano statunitense (DeSoto, n. 1992)
- Denarius Moore, giocatore di football americano statunitense (Tatum, n. 1988)
- David Moore, giocatore di football americano statunitense (Gainesville, n. 1995)
- Elijah Moore, giocatore di football americano statunitense (Sunrise, n. 2000)
- Eric Moore, ex giocatore di football americano statunitense (Berkeley, n. 1965)
- Evan Moore, giocatore di football americano statunitense (Brea, n. 1985)
- Rashad Moore, ex giocatore di football americano statunitense (Huntsville, n. 1979)
- Herman Moore, ex giocatore di football americano statunitense (Linwood, n. 1969)
- Jaylon Moore, giocatore di football americano statunitense (Detroit, n. 1998)
- Jeff Moore, ex giocatore di football americano statunitense (Kosciusko, n. 1956)
- Kellen Moore, ex giocatore di football americano statunitense (Prosser, n. 1989)
- Lance Moore, giocatore di football americano statunitense (Columbus, n. 1983)
- Lenny Moore, ex giocatore di football americano statunitense (Reading, n. 1933)
- Marty Moore, ex giocatore di football americano statunitense (Phoenix, n. 1971)
- Matt Moore, giocatore di football americano statunitense (Van Nuys, n. 1984)
- Nat Moore, ex giocatore di football americano statunitense (Tallahassee, n. 1951)
- Nick Moore, giocatore di football americano statunitense (Atlanta, n. 1992)
- Rahim Moore, giocatore di football americano statunitense (Los Angeles, n. 1990)
- Rondale Moore, giocatore di football americano statunitense (New Albany, n. 2000)
- Skyy Moore, giocatore di football americano statunitense (New Kensington, n. 2000)
- Sio Moore, giocatore di football americano statunitense (Monrovia, n. 1990)
- Tom Moore, ex giocatore di football americano statunitense (Goodlettsville, n. 1938)
- Zach Moore, giocatore di football americano statunitense (Chicago, n. 1990)

## Giocatori di poker(1)
- Roger Moore, giocatore di poker statunitense (Chauncey, n. 1939 - † 2011)

## Giocatrici di curling(2)
- Kristie Moore, giocatrice di curling canadese (Grand Prairie, n. 1979)
- Linda Moore, ex giocatrice di curling canadese (Vancouver, n. 1954)

## Golfisti(1)
- Nathaniel Moore, golfista statunitense (Chicago, n. 1884 - Chicago, † 1910)

## Hockeisti su ghiaccio(4)
- Dinty Moore, hockeista su ghiaccio canadese (Port Colborne, n. 1900 - Morgan's Point, † 1976)
- Dickie Moore, hockeista su ghiaccio canadese (Montréal, n. 1931 - Montréal, † 2015)
- Ian Moore, hockeista su ghiaccio statunitense (Salt Lake City, n. 2002)
- Ken Moore, hockeista su ghiaccio canadese (Balcarres, n. 1910 - Winnipeg, † 1981)

## Imprenditori(1)
- Gordon Moore, imprenditore e informatico statunitense (San Francisco, n. 1929 - Waimea, † 2023)

## Lunghiste(1)
- Jasmine Moore, lunghista e triplista statunitense (Grand Prairie, n. 2001)

## Matematici(1)
- Robert Lee Moore, matematico statunitense (Dallas, n. 1882 - Austin, † 1974)

## Mezzofondiste(1)
- Erica Moore, mezzofondista statunitense (Seymour, n. 1988)

## Mezzofondisti(1)
- William Moore, mezzofondista britannico (n. 1890 - † 1956)

## Militari(2)
- Philip Moore, barone Moore, ufficiale inglese (n. 1921 - † 2009)
- Tom Moore, ufficiale e militare britannico (Keighley, n. 1920 - Bedford, † 2021)

## Modelle(3)
- Amanda Moore, modella statunitense (Pensacola, n. 1979)
- Indya Moore, modella e attrice statunitense (Bronx, n. 1995)
- Kenya Moore, modella e attrice statunitense (Detroit, n. 1971)

## Montatori(1)
- Nick Moore, montatore e regista britannico

## Musicologi(1)
- Jerrold Northrop Moore, musicologo e saggista statunitense (Paterson, n. 1934 - † 2024)

## Nuotatori(1)
- Wayne Moore, nuotatore statunitense (Bridgeport, n. 1931 - Trumbull, † 2015)

## Nuotatrici(3)
- Emileen Moore, nuotatrice artistica statunitense (n. 2006)
- Hannah Moore, nuotatrice statunitense (Elmshorn, n. 1996)
- Isabella Moore, nuotatrice britannica (Glasgow, n. 1894 - Baltimora, † 1975)

## Pallanuotisti(1)
- Sammy Moore, pallanuotista irlandese (Belfast, n. 1900 - Belfast, † 1989)

## Pallavoliste(1)
- Erin Moore, ex pallavolista e allenatrice di pallavolo statunitense (Tiffin, n. 1982)

## Pallavolisti(1)
- Jared Moore, pallavolista statunitense (Santa Ana, n. 1989)

## Pentatleti(1)
- George Moore, pentatleta statunitense (St. Louis, n. 1918 - † 2014)

## Pianiste(1)
- Lisa Moore, pianista australiana (Canberra, n. 1960)

## Pianisti(1)
- Gerald Moore, pianista inglese (Watford, n. 1899 - Penn, † 1987)

## Piloti automobilistici(1)
- Greg Moore, pilota automobilistico canadese (New Westminster, n. 1975 - Fontana, † 1999)

## Pistard(1)
- William Moore, ex pistard britannico (n. 1947)

## Pittori(3)
- Albert Joseph Moore, pittore e illustratore britannico (York, n. 1841 - Westminster, † 1893)
- Henry Moore, pittore inglese (York, n. 1831 - † 1895)
- John Collingham Moore, pittore inglese (Gainsborough, n. 1829 - St John's Wood, † 1880)

## Poetesse(1)
- Marianne Moore, poetessa e scrittrice statunitense (Kirkwood, n. 1887 - New York City, † 1972)

## Poeti(1)
- Thomas Moore, poeta, commediografo e attore teatrale irlandese (Dublino, n. 1779 - Sloperton, † 1852)

## Politiche(2)
- Gwen Moore, politica statunitense (Racine, n. 1951)
- Kristina Moore, politica britannica (Jersey, n. 1974)

## Politici(11)
- Andrew B. Moore, politico statunitense (Spartanburg, n. 1807 - Marion, † 1873)
- Barry Moore, politico statunitense (Enterprise, n. 1966)
- Blake Moore, politico statunitense (Ogden, n. 1980)
- Dennis Moore, politico e avvocato statunitense (Anthony, n. 1945 - Overland Park, † 2021)
- Gabriel Moore, politico statunitense (Contea di Stokes, n. 1785 - Caddo, † 1844)
- Mike Moore, politico neozelandese (Whakatane, n. 1949 - Auckland, † 2020)
- Riley Moore, politico statunitense (Morgantown, n. 1980)
- Samuel B. Moore, politico statunitense (Beech Hill, n. 1789 - Carrollton, † 1846)
- Thomas O. Moore, politico statunitense (Contea di Sampson, n. 1804 - Alexandria, † 1876)
- Tim Moore, politico statunitense (Kings Mountain, n. 1970)
- Wes Moore, politico, banchiere e scrittore statunitense (Takoma Park, n. 1978)

## Pugili(3)
- Archie Moore, pugile, attivista e attore statunitense (Benoit, n. 1916 - San Diego, † 1998)
- Davey Moore, pugile statunitense (Lexington, n. 1933 - Los Angeles, † 1963)
- Davey Moore, pugile statunitense (New York, n. 1959 - Holmdel, † 1988)

## Rapper(3)
- Lecrae, rapper e produttore discografico statunitense (Houston, n. 1979)
- Big Moe, rapper statunitense (Houston, n. 1974 - Houston, † 2007)
- Swift, rapper statunitense (Detroit, n. 1976)

## Registi(9)
- Eugene Moore, regista e attore statunitense
- Jason Moore, regista statunitense (Fayetteville, n. 1970)
- John Moore, regista, sceneggiatore e produttore cinematografico irlandese (Dundalk, n. 1970)
- Michael Moore, regista, sceneggiatore e produttore cinematografico statunitense (Flint, n. 1954)
- Rich Moore, regista e produttore cinematografico statunitense (Oxnard, n. 1963)
- Richard Moore, regista e direttore della fotografia statunitense (Jacksonville, n. 1925 - Palm Springs, † 2009)
- Robert Moore, regista statunitense (Detroit, n. 1927 - New York City, † 1984)
- Tom Moore, regista cinematografico, regista televisivo e regista teatrale statunitense (Meridian, n. 1943)
- Tomm Moore, regista, animatore e sceneggiatore irlandese (Newry, n. 1977)

## Religiosi(1)
- Henry Moore, religioso irlandese (Drumcondra, n. 1751 - Londra, † 1844)

## Rugbisti a 15(2)
- Brian Moore, ex rugbista a 15 e giornalista britannico (Birmingham, n. 1962)
- Stephen Moore, rugbista a 15 australiano (al-Khamis, n. 1983)

## Sceneggiatori(3)
- Graham Moore, sceneggiatore e scrittore statunitense (Chicago, n. 1981)
- Ronald D. Moore, sceneggiatore, produttore televisivo e regista statunitense (Chowchilla, n. 1964)
- Simon Moore, sceneggiatore e regista britannico (n. 1958)

## Scenografi(1)
- Jack D. Moore, scenografo statunitense (n. 1906 - Santa Monica, † 1998)

## Scrittori(5)
- Brian Moore, scrittore britannico (Belfast, n. 1921 - Malibù, † 1999)
- Christopher Moore, scrittore e blogger statunitense (Toledo, n. 1957)
- Edward Moore, scrittore e drammaturgo inglese (Abingdon-on-Thames, n. 1712 - Lambeth, † 1757)
- George Moore, scrittore, poeta e drammaturgo irlandese (n. 1852 - † 1933)
- Perry Moore, scrittore, produttore cinematografico e sceneggiatore statunitense (Richmond, n. 1971 - Manhattan, † 2011)

## Scrittori di fantascienza(1)
- Ward Moore, scrittore di fantascienza statunitense (Madison, n. 1903 - Pacific Grove, † 1978)

## Scrittrici(8)
- Frances Brooke, scrittrice inglese (Claypole, n. 1724 - Sleaford, † 1789)
- Alison Moore, scrittrice britannica (Manchester, n. 1971)
- C. L. Moore, scrittrice e sceneggiatrice statunitense (Indianapolis, n. 1911 - Hollywood, † 1987)
- Helen Moore, scrittrice e poetessa scozzese (Chalfont St. Giles, n. 1971)
- Kelly Moore, scrittrice statunitense (Manchester Township, n. 1956)
- Lorrie Moore, scrittrice statunitense (Glens Falls, n. 1957)
- Pamela Moore, scrittrice statunitense (New York, n. 1937 - New York, † 1964)
- Susanna Moore, scrittrice statunitense (Bryn Mawr, n. 1948)

## Scultori(1)
- Henry Moore, scultore e pittore inglese (Castleford, n. 1898 - Perry Green, † 1986)

## Soprani(1)
- Grace Moore, soprano e attrice statunitense (Slabtown, n. 1898 - Copenaghen, † 1947)

## Sportivi(1)
- Caleb Moore, sportivo statunitense (Krum, n. 1987 - Grand Junction, † 2013)

## Storici(1)
- George Foot Moore, storico e teologo statunitense (West Chester, n. 1851 - Cambridge, † 1931)

## Tastieristi(2)
- Anthony Moore, tastierista e compositore britannico (Londra, n. 1948)
- Kevin Moore, tastierista, cantante e compositore statunitense (Long Island, n. 1967)

## Tenniste(3)
- Jessica Moore, tennista australiana (Perth, n. 1990)
- Sally Moore, ex tennista e artista statunitense (Long Beach, n. 1940)
- Tara Moore, tennista britannica (Hong Kong, n. 1992)

## Tennisti(1)
- Raymond Moore, ex tennista sudafricano (Johannesburg, n. 1946)

## Velocisti(1)
- Kevin Moore, velocista australiano (Västerås, n. 1990)

## Vescovi anglicani(1)
- John Moore, vescovo anglicano inglese (Market Harborough, n. 1646 - Ely, † 1714)

## Vescovi cattolici(1)
- Emerson Moore, vescovo cattolico statunitense (New York, n. 1938 - Center City, † 1995)

## Wrestler(4)
- Jazz, ex wrestler statunitense (New Orleans, n. 1972)
- Eddie Kingston, wrestler statunitense (Yonkers, n. 1981)
- Jacqueline Moore, ex wrestler statunitense (Dallas, n. 1964)
- Shannon Moore, wrestler statunitense (Cameron, n. 1979)

## Senza attività specificata(3)
- Arthur Moore, britannico (Pontllanfraith, n. 1887 - Bristol, † 1949)
- James Moore, ex pentatleta statunitense (Erie, n. 1935)
- William Moore, ufologo, scrittore e giornalista statunitense (n. 1943)